# آنتونی راندولف
آنتونی راندولف (انگلیسی: Anthony Randolph؛ زادهٔ ۱۵ ژوئیهٔ ۱۹۸۹) بازیکن بسکتبال اهل ایالات متحده آمریکا است.
از باشگاه‌هایی که در آن بازی کرده‌است می‌توان به مینه‌سوتا تیمبرولوز، گلدن استیت واریرز، نیویورک نیکس، و دنور ناگتس اشاره کرد.
وی در مسابقات کشوری و بین‌المللی در مجموع برندهٔ ۱ مدال طلا، ۱ مدال برنز شده‌است.